# Centro Médico Wolfson
El Centro Médico Wolfson (en hebreo: מרכז רפואי וולפסון) (transliterado: Merkaz Refui Wolfson) es un hospital en la ciudad de Jolón, Israel. El hospital de Wolfson se encuentra en el área metropolitana de Tel Aviv, en el Distrito de Tel Aviv, en un vecindario donde hay una población de casi medio millón de habitantes. El centro está clasificado como el noveno hospital más grande de Israel. El centro médico fue fundado con la asistencia de la Fundación Wolfson y lleva el nombre de Lady Edith Specterman Wolfson, la esposa de Isaac Wolfson.

## Historia
El centro médico en Jolón se abrió al público en 1980, en la frontera sur de Tel Aviv-Jaffa. El centro ha crecido desde 342 camas hasta más de 650 camas en 2007, con 30 camas adicionales para pacientes ambulatorios.

## Servicios
Los departamentos del centro médico Wolfson están afiliados a la escuela de medicina Sackler, de la Universidad de Tel Aviv, y supervisa a los estudiantes universitarios. El centro emplea a más de 100 médicos que realizan varios trabajos en la universidad y trabajan allí como profesores. Los estudiantes también provienen de los Estados Unidos de América, el Reino Unido, la República Popular China, Italia, Etiopía, Ghana, Ecuador, Bulgaria, Honduras y la República de Georgia. El centro médico publica regularmente artículos académicos en revistas locales y extranjeras.